# It Ain't Nothin' But the Blues
It Ain't Nothin' But the Blues est une comédie musicale américaine écrite par Lita Gaithers, Randal Myler, Ron Taylor et Dan Wheetman. Elle est initialement produite au Denver Center for the Performing Arts, avant d'être produite par le Crossroads Theatre en association avec le San Diego Repertory Theatre et l'Alabama Shakespeare Festival à New York au New Victory Theatre, au Lincoln Center et à l'Ambassador Theatre, où elle obtient cinq nominations aux Tony Awards dont celle de la meilleure comédie musicale.
La pièce retrace l'histoire de la musique blues avec plus de trois douzaines de chansons. Ron Taylor joue en tant que narrateur chantant. Elle est mise en scène par Randal Myler avec des chorégraphies de Donald McKayle.
It Ain't Nothin' But the Blues débute à la Denver Center Theatre Company dans le but de faire la tournée des écoles locales en 1994. Cette production joue à l'Arena Stage de Washington DC en novembre 1996. Cette représentation lui permet d'ouvrir à New York au New Victory Theatre en mars 1999, avant d'être transférée à Broadway. Elle débute au Vivian Beaumont Theatre le 26 avril 1999, puis à l'Ambassador Theatre le 7 juillet 1999. Elle est produite jusqu'au 9 janvier 2000, après 284 représentations. Elle est nommée pour cinq Tony Award, comprenant celui de la meilleure comédie musicale, celui meilleur livret, celui de la meilleure actrice et celui du meilleur acteur.
Après cela, la pièce est produite à travers tout le pays.

## Distribution originale
- Charles Bevel
- Gretha Boston
- Carter Calvert
- Eloise Laws
- Gregory Porter
- Ron Taylor
- Dan Wheetman
- Debra Laws
- Kevin Cooper

## Numéros musicaux
- Come On in My Kitchen
- Black Woman
- Crawlin' King Snake
- Walkin' Blues
- Crossroad Blues
- I Can't Stop Loving You
- Dangerous Blues
- His Eye Is on the Sparrow
- Fever
- Someone Else Is Stepping In
- Walking After Midnight
- Good-Night Irene